# Притча о блудном сыне

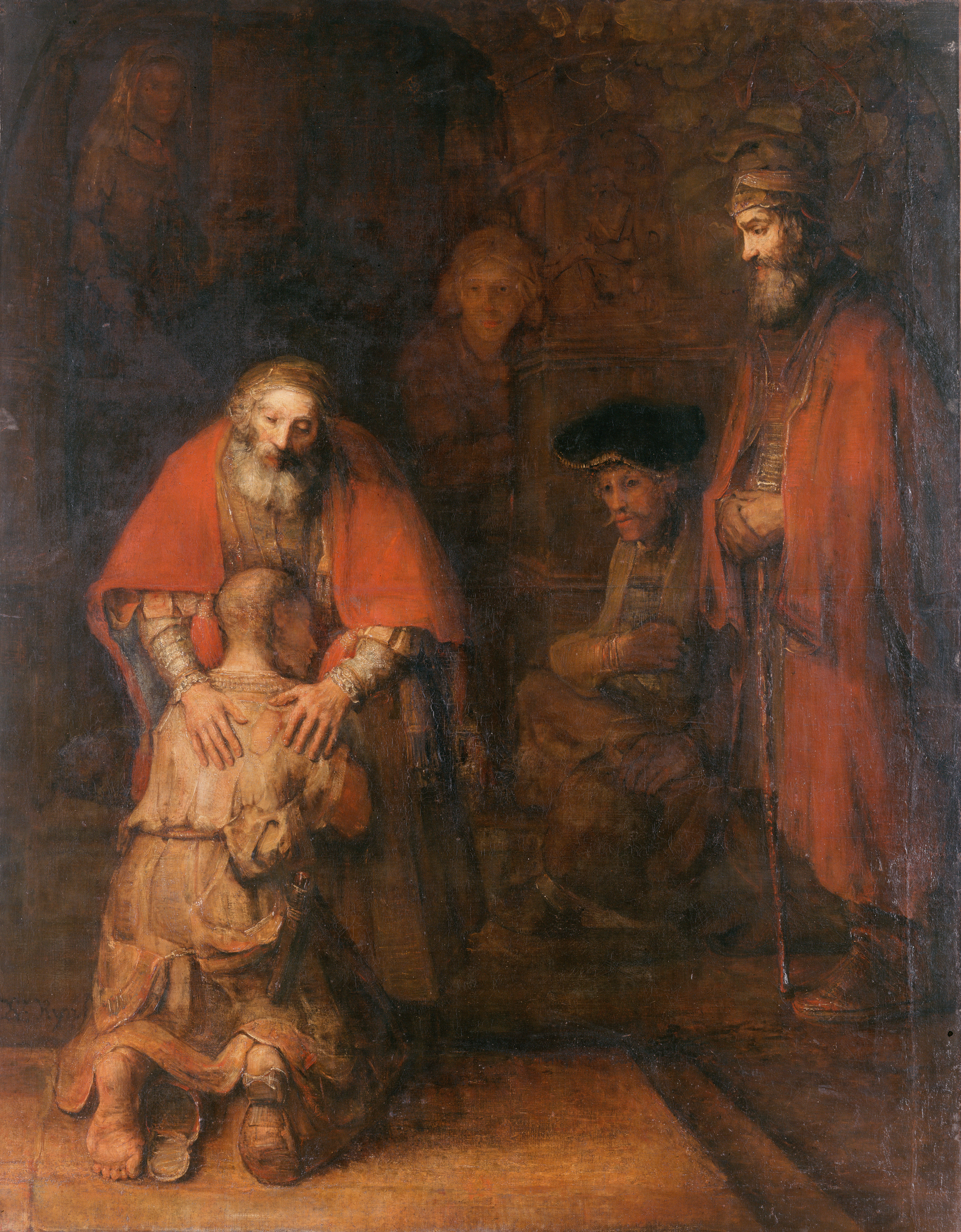
«Возвращение блудного сына», Рембрандт (ок. 1666-69, Эрмитаж)

Притча о блудном сыне — притча Иисуса Христа в 15-й главе Евангелия от Луки, иллюстрирующая неизречённое Божье милосердие и прощение ко всем грешникам, которые с искренним раскаянием обращаются к Нему. Главными персонажами являются отец, олицетворяющий Отца Небесного, старший сын, выступающий в образе самоправедного верующего и младший (блудный) сын, сыгравший роль отступившего от Бога верующего и вопиющего к Нему о прощении.

У некоторого человека было два сына; и сказал младший из них отцу: отче! дай мне следующую часть имения. И отец разделил им имение. По прошествии немногих дней младший сын, собрав всё, пошёл в дальнюю сторону и там расточил имение своё, живя распутно. Когда же он прожил всё, настал великий голод в той стране, и он начал нуждаться; и пошёл, пристал к одному из жителей страны той, а тот послал его на поля свои пасти свиней; и он рад был наполнить чрево своё рожками, которые ели свиньи, но никто не давал ему. Придя же в себя, сказал: сколько наёмников у отца моего избыточествуют хлебом, а я умираю от голода; встану, пойду к отцу моему и скажу ему: отче! я согрешил против неба и пред тобою и уже недостоин называться сыном твоим; прими меня в число наёмников твоих.

Встал и пошёл к отцу своему. И когда он был ещё далеко, увидел его отец его и сжалился; и, побежав, пал ему на шею и целовал его. Сын же сказал ему: отче! я согрешил против неба и пред тобою и уже недостоин называться сыном твоим. А отец сказал рабам своим: принесите лучшую одежду и оденьте его, и дайте перстень на руку его и обувь на ноги; и приведите откормленного телёнка, и заколите; станем есть и веселиться! ибо этот сын мой был мёртв и ожил, пропадал и нашёлся. И начали веселиться. 
 Старший же сын его был на поле; и возвращаясь, когда приблизился к дому, услышал пение и ликование; и, призвав одного из слуг, спросил: что это такое? Он сказал ему: брат твой пришёл, и отец твой заколол откормленного телёнка, потому что принял его здоровым. Он осердился и не хотел войти. Отец же его, выйдя, звал его. Но он сказал в ответ отцу: вот, я столько лет служу тебе и никогда не преступал приказания твоего, но ты никогда не дал мне и козлёнка, чтобы мне повеселиться с друзьями моими; а когда этот сын твой, расточивший имение своё с блудницами, пришёл, ты заколол для него откормленного телёнка. Он же сказал ему: сын мой! ты всегда со мною, и всё моё твоё, а о том надобно было радоваться и веселиться, что брат твой сей был мёртв и ожил, пропадал и нашёлся.
— Лк. 15:11-32

## Богословское толкование
Притча о блудном сыне толкуется разными богословами достаточно схоже. Считается, что данный фрагмент из Евангелия отображает милостивую любовь Бога даже к согрешающим людям в лице Его неблагодарных сыновей: старшего и младшего. Протестантский богослов Дерек Принс в книге «Божье лекарство от отверженности» даёт следующий комментарий евангельской притче:

Отец, из притчи о блудном сыне (Луки 15:11-32), стоял и смотрел, желая увидеть сына. Никто не пришёл сообщить ему: «Твой сын вернулся домой». Отец первым узнал об этом. Бог относится к нам во Христе с таким же вниманием, как и этот отец. Нас не отвергают, мы не являемся второсортными гражданами или наёмными слугами.
По возвращении домой, блудный сын готов был стать наёмным слугой и хотел уже сказать об этом отцу. Но когда он исповедал свои грехи, отец прервал его речь. Отец никогда не позволил бы сыну сказать: «Сделай меня одним из своих наёмников».
Наоборот, отец велел: «Принесите лучшую одежду и оденьте его, и дайте перстень на руку его и обувь на ноги; и приведите откормленного телёнка и заколите: станем есть и веселиться, ибо этот сын мой был мёртв и ожил, пропадал и нашёлся».
Весь дом отмечал возвращение блудного сына. Нечто подобное происходит на небесах. Иисус сказал, что там одному кающемуся грешнику радуются больше, чем девяносто девяти праведникам, не имеющим нужды в покаянии (Луки 15:7).

Во второй стихире на «Господи воззвах» православного богослужения Недели о блудном сыне, «Сла́вным Заколе́нием» (Тельцом упитанным) называется сам воплотившийся Бог Иисус Христос, принёсший Себя в жертву за согрешивших людей и предлагающий всем желающим Свои Тело и Кровь на Евхаристии.

## Еврейская традиция
Помимо версии, существующей в Евангелии от Луки, она также является частью устной и письменной еврейской традиции.
Израильская учёная Галина Любан указывает, что «метафора встречи отца и раскаявшегося сына связана с литургией еврейского Нового года. Каждый год в праздник Рош Хашана в синагоге звучит шофар, поэтому другое название праздника — День трубных звуков. (…) В хасидской версии притчи рассказывается, что в чужих странах блудный сын забыл родной язык и, вернувшись в отчий дом, не смог даже попросить слуг позвать отца. Тогда он в отчаянии закричал, и старик отец узнал его голос». Звук шофара, звучавший в праздник, символизирует голос этого юноши, кроме того, шофар — это голос всего народа Израиля, взывающего к Небесному отцу в надежде на прощение (в Судный день).
Книга «Кол-Бо», старинный сборник ритуалов и правил, раздел Тшува, говорящий о возвращении к вере, использует аллегорию встречи отца и сына, потерявшего веру в Бога.

## В искусстве

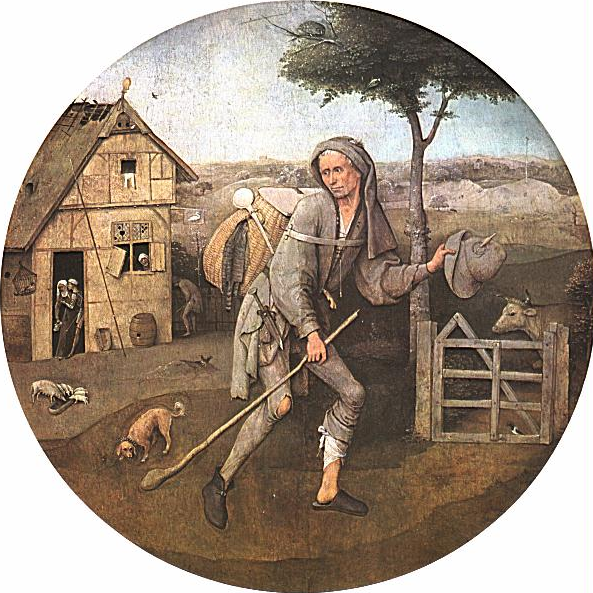
«Блудный сын» Иеронима Босха

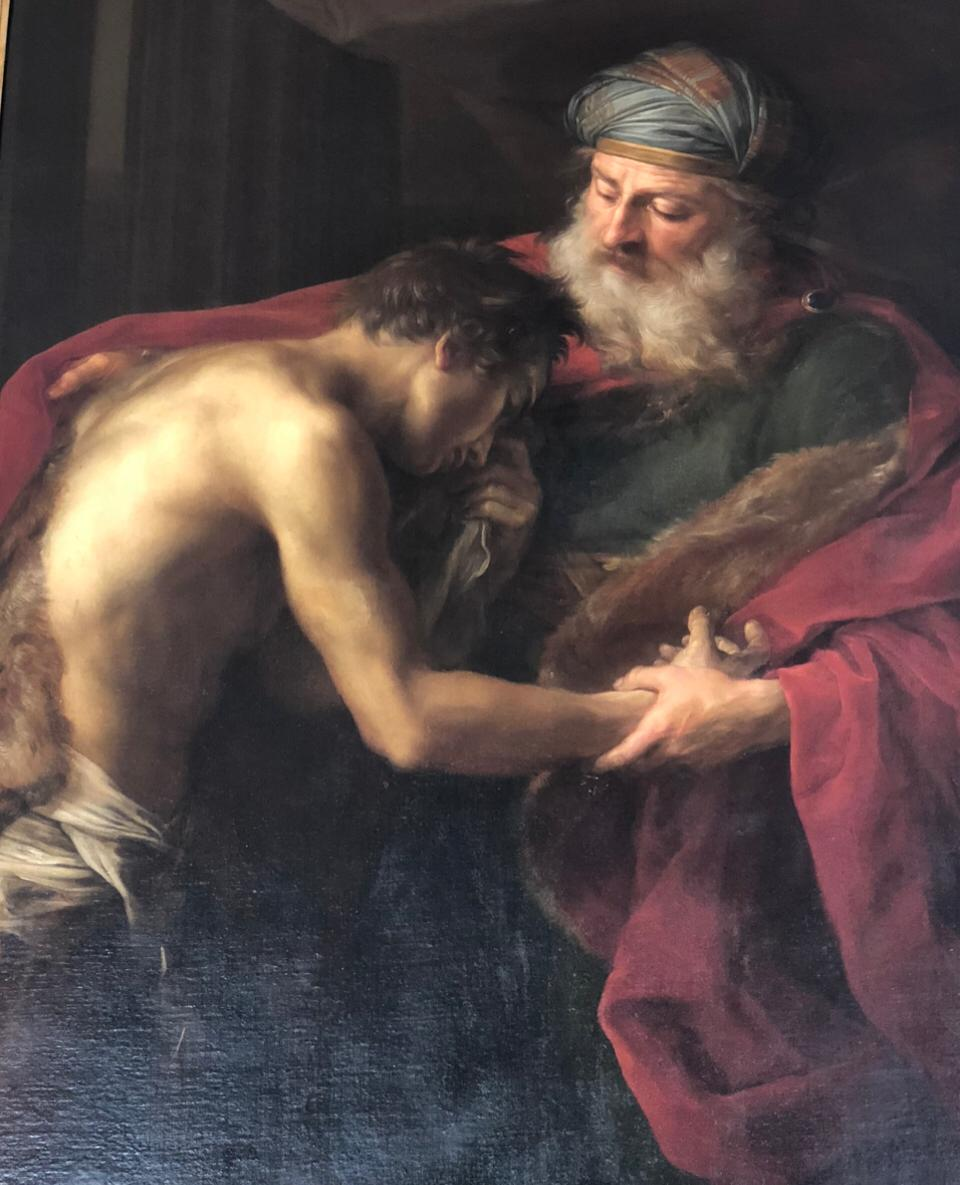
«Блудный сын». Художник Помпео Батони

Притча о блудном сыне стала одной из наиболее часто изображаемых в искусстве евангельских притч. Эта тема, всегда популярная и в качестве повествовательного цикла, и в виде отдельных сюжетов, впервые встречается в витражах французских кафедральных соборов XIII века. Циклы на этот сюжет включают следующие сцены: блудный сын получает свою долю наследства; он уходит из дома; он пирует с куртизанками на постоялом дворе; они прогоняют его, когда у него кончаются деньги; он пасёт свиней; он возвращается домой и раскаивается перед своим отцом.
- «Блудный сын в таверне» — автопортрет Рембрандта, пирующего с молодой женой
- «Возвращение блудного сына» — картина Рембрандта
- «Возвращение блудного сына» — картина К. В. Лебедева
- «Блудный сын» — картина Помпео Батони
- «Блудный сын» — кантата К. Дебюсси (1884)
- «Блудный сын» — балет С. С. Прокофьева (1929)
- «Блудный сын» — опера Б. Бриттена

Необычным и неожиданным было названо искусствоведами решение темы в картине советского художника Сергея Григорьева «Вернулся» (1954), где возвращающимся «блудным» родственником оказывается не сын, а отец. Семья не принимает его возвращение и отвергает его.
Притча о блудном сыне стала источником сюжета для ряда драматургов XVI—XVII веков, включая Симеона Полоцкого («Комидия о блудном сыне», до 1678).